# Ártánd
Ártánd è un comune dell'Ungheria di 598 abitanti (dati 2001). È situato nella contea di Hajdú-Bihar. È presente la dogana stradale con la Romania.